# Готфридинг
Готфридинг (њем. Gottfrieding) општина је у њемачкој савезној држави Баварска. Једно је од 15 општинских средишта округа Динголфинг-Ландау. Према процјени из 2010. у општини је живјело 2.086 становника. Посједује регионалну шифру (AGS) 9279116.

## Географски и демографски подаци
Готфридинг се налази у савезној држави Баварска у округу Динголфинг-Ландау. Општина се налази на надморској висини од 369 метара. Површина општине износи 27,1 km². У самом мјесту је, према процјени из 2010. године, живјело 2.086 становника. Просјечна густина становништва износи 77 становника/km².